# Afrobeat
L'afrobeat è un genere musicale, particolarmente popolare in Ghana e Nigeria, sviluppatosi negli anni sessanta dalla commistione di musica yoruba, highlife, funk, soul, jazz e R&B.

## Storia

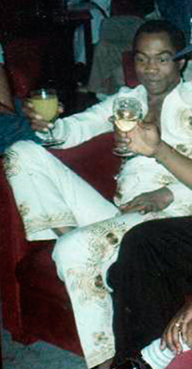
Fela Kuti

Il termine "afrobeat" risale al 1966 e prende il nome dall'omonimo album dal vivo, registrato dall'inventore del genere Fela Kuti e i Koola Lobitos. Tra gli anni cinquanta e sessanta, nel corso dei suoi viaggi nel Regno Unito e negli Stati Uniti, il polistrumentista nigeriano maturò una forte coscienza politica prendendo d'esempio i movimenti politici Black Power e Black Panthers, entrò in contatto con altri artisti africani (oltre i sopracitati Koola Lobitos, si segnalano gli Highlife Jazz Band e il sierraleonese Geraldo Pino) e si lasciò ispirare dal nascente funk e altre espressioni sonore afroamericane. Durante gli anni settanta, dopo aver pubblicato i primi album, ancora fortemente debitori del jazz, esasperò la componente politica della sua musica scrivendo testi particolarmente aggressivi contro l'establishment nigeriano (il suo motto era "la musica è un'arma"). La sua militanza politica lo portò all'arresto e lo rese oggetto di persecuzione dal governo.
Negli anni ottanta l'afrobeat si diffuse in tutti i paesi dell'Africa occidentale.

## Impatto culturale
Tra coloro che hanno seguito l'esempio di Fela Kuti vi sono suo figlio Femi, Tony Allen, gli Antibalas, Lagbaja, Orlando Julius Ekemode e i produttori dell'Afro house.
L'afrobeat gli altri stili musicali dell'Africa occidentale catturarono anche l'attenzione degli artisti e il mercato discografico occidentali: diverse etichette iniziarono infatti a pubblicare dischi di musica afrobeat e non mancano artisti europei e statunitensi ad esso ispirati tra cui diversi rapper servitisi dei campionamenti di tracce di Fela Kuti, gli artisti della disco music così come Brian Eno, David Byrne, Jimmy Cliff, Miles Davis, Branford Marsalis, James Brown e Bootsy Collins.